# Tour des Trinitaires
La Tour des Trinitaires est une tour - ancien clocher d'un couvent datant du début du XIIIe siècle - située rue de la Vieille-Tour, dans le 2e arrondissement de Marseille, en France. La ville de Marseille est propriétaire du bâtiment.
Cette tour et le bâtiment attenant auraient été vendus par Rostany de Sabran et Guillaume de Chateauneuf à l’évêque de Marseille, Robert de Mandagout, le 21 janvier 1351 puis cédés aux Trinitaires en compensation de leur bâtiment détruit en 1524.
Les Trinitaires s'occupaient du rachat des captifs qui, une fois délivrés en échange d'une rançon, venaient déposer leurs chaînes dans la chapelle nommée Notre-Dame du Bon Remède. Cette appellation est une déformation du mot latin redimere qui signifie racheter ; cette étymologie se retrouve par exemple dans le mot rédemption. Les Trinitaires étaient considérés par Voltaire comme les seuls moines utiles avec les frères de Saint-Jean de Dieu.  
La tour et le mur y attenant font l’objet d’une inscription au titre des monuments historiques depuis le 1er octobre 1926.